# Ferdi Kadıoğlu
Ferdi Kadıoğlu, né le 7 octobre 1999 à Arnhem aux Pays-Bas, est un footballeur international turc qui évolue au poste de milieu droit ou d'arrière droit au Brighton & Hove Albion. Il possède également la double nationalité néerlando-canadienne.

## Biographie

### Jeunesse et formation
Ferdy naît à Arnhem, aux Pays-Bas. Son père est turc et sa mère est néerlandaise-canadienne.

### Carrière en club
Il signe son contrat pro avec le NEC Nimègue le 29 juin 2016 qui s'étend jusqu'en 2019
Le 28 août 2016, Ferdi joue son premier match avec le NEC face au AZ Alkmaar en remplaçant Reagy Ofosu à la 88e minute de jeu (défaite 2-0 au AFAS Stadion). Ce match entre dans le cadre de l'Eredivisie 2016-2017 et Kadioglu devient alors le plus jeune joueur de l'histoire à débuter avec le NEC Nimègue, à l'âge de 16 ans et 326 jours.
Le 14 juillet 2018, il s'engage avec le Fenerbahçe SK, contre 1,4 million d'euros.
Le 27 août 2024, il décide de s'engager avec Brighton contre 30 millions d'euros jusqu'en juin 2028.

### Carrière en sélection

#### Avec les Pays-Bas
Avec les moins de 17 ans, il participe au Championnat d'Europe des moins de 17 ans 2016. Lors de cette compétition, il joue cinq matchs. Les Pays-Bas s'inclinent en demi-finale face au Portugal.
Le 22 juin 2017, il est convoqué avec les moins de 19 ans pour disputer le Championnat d'Europe des moins de 19 ans 2017. Lors de cette compétition, il joue quatre matchs. Les Pays-Bas s'inclinent en demi-finale, une nouvelle fois face au Portugal.
Il joue son premier match avec les espoirs néerlandais  le 25 mai 2018, en amical contre la Bolivie (victoire 1-4).

#### Avec la Turquie
Le 7 juin 2024, il figure dans la liste définitive des 26 joueurs sélectionnés par Vincenzo Montella pour disputer  l'Euro 2024.

## Palmarès
- Fenerbahçe
  - Coupe de Turquie (1) en 2023.